# Lo mejor de los Bee Gees
A Lo mejor de los Bee Gees (spanyol, A legjobb a Bee Geestől) című lemez a Bee Gees Venezuelában kiadott válogatáslemeze. A Best of Bee Gees albumhoz képest az I Can't See Nobody, a My Word, és az Every Christian Lion Hearted Man Will Show You számok helyett az Idea, a World, és a Don't Forget To Remember számok szerepeltek. Később CD-n ugyanezen a címen már a Best of Bee Gees album jelent meg.

## Az album dalai
Az LP dalai
1. Don't Forget To Remember   (Barry és Maurice Gibb) – 3:27
2. New York Mining Disaster 1941 (Barry és Robin Gibb) – 2:10
3. Words (Barry, Robin és Maurice Gibb) – 3:13
4. Idea (Barry, Robin és Maurice Gibb) – 2:51
5. To Love Somebody (Barry és Robin Gibb) – 3:00
6. I Started a Joke (Barry, Robin és Maurice Gibb) – 3:08
7. Massachusetts (Barry, Robin és Maurice Gibb) – 2:20
8. Tomorrow Tomorrow (Barry és Maurice Gibb) – 4:05
9. World (Barry, Robin és Maurice Gibb) – 3:13
10. I've Gotta Get a Message To You (Barry, Robin és Maurice Gibb) – 2:56
11. First Of May (Barry, Robin és Maurice Gibb) – 2:48
12. Holiday (Barry és Robin Gibb) – 2:53

A CD dalai
1. Holiday (Barry és Robin Gibb) – 2:53
2. I've Gotta Get a Message To You (Barry, Robin és Maurice Gibb) – 2:56
3. I Can't See Nobody (Barry és Robin Gibb) – 3:45
4. Words (Barry, Robin és Maurice Gibb) – 3:13
5. I Started a Joke (Barry, Robin és Maurice Gibb) – 3:08
6. Tomorrow Tomorrow (Barry és Maurice Gibb) – 4:05
7. First Of May (Barry, Robin és Maurice Gibb) – 2:48
8. My World  (Barry és Robin Gibb) – 4:20
9. Massachusetts (Barry, Robin és Maurice Gibb) – 2:20
10. To Love Somebody (Barry és Robin Gibb) – 3:00
11. Every Christian Lion Hearted Man Will Show You (Barry, Robin és Maurice Gibb) – 3:38
12. New York Mining Disaster 1941 (Barry és Robin Gibb) – 2:10

## Közreműködők
- Bee Gees